# Adèle Caby-Livannah
Adèle Caby-Livannah (née en 1957) est une autrice congolaise.

## Biographie
Adèle Caby-Livannah naît en République du Congo en 1957. Elle grandit à Mpoumako, près de Brazzaville.
Elle étudie en France, obtenant un diplôme de l'École supérieure d'administration du commerce et de l'industrie de Paris, puis s'installe à Mantes en 1983, où elle devient bibliothécaire.
Adèle Caby-Livannah écrit des nouvelles et livres pour enfants, souvent inspirés par des contes traditionnels congolais et toujours par l'Afrique en général. Elle affirme ne pas vouloir écrire pour les adultes. Son premier ouvrage paraît en 2002 chez les éditions L'Harmattan sous le titre Contes et histoires du Congo.
Caby-Livannah coordonne l'association pour la promotion de la culture et l'intégration africaine en Île-de-France. En 2019, elle reçoit la médaille de la jeunesse, des sports et de l'engagement associatif, échelon argent, des mains de Roxana Maracineanu.

## Distinctions
- Médaille de la jeunesse, des sports et de l'engagement associatif, argent (2019)